# Cardamine granulifera
Cardamine granulifera là một loài thực vật có hoa trong họ Cải. Loài này được (Franch.) Diels mô tả khoa học đầu tiên năm 1912.